# Saint-Maurice-l'Exil
Saint-Maurice-l'Exil is een gemeente in het Franse departement Isère (regio Auvergne-Rhône-Alpes). De plaats maakt deel uit van het arrondissement Vienne. Saint-Maurice-l'Exil telde op 1 januari 2022 6.722 inwoners. 

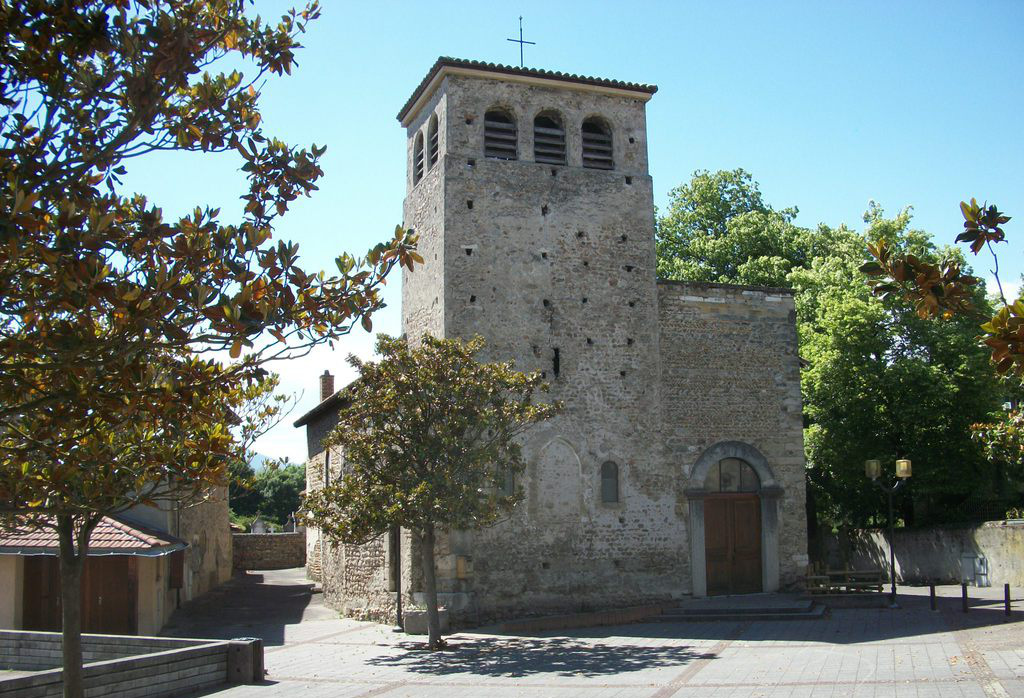
Kerk aan de Place St Pierre de Tarentaise
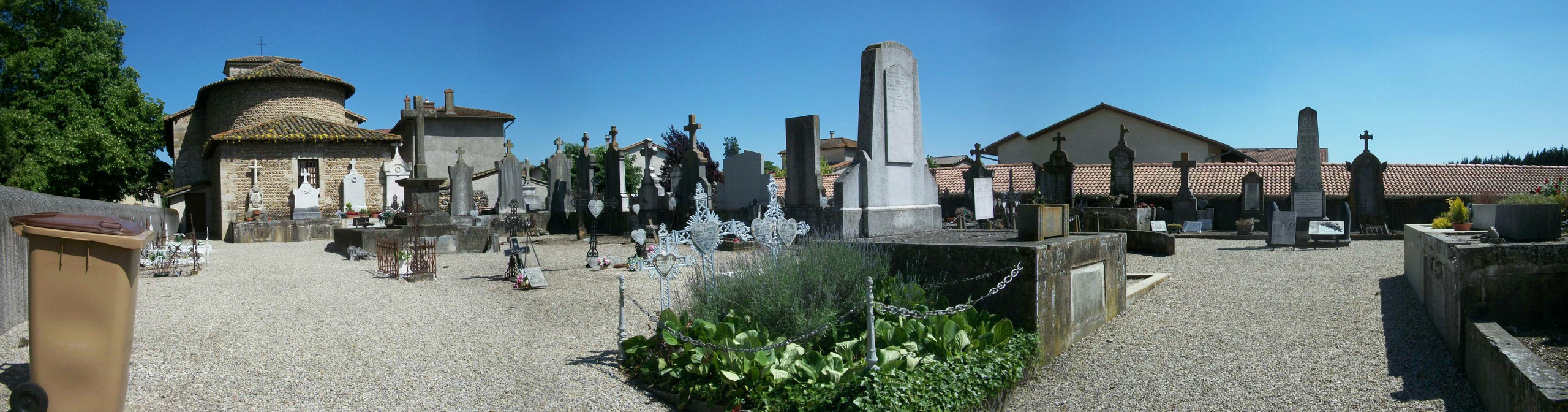
Kerk bij de begraafplaats

## Geografie
De oppervlakte van Saint-Maurice-l'Exil bedroeg op 1 januari 2022 12,82 vierkante kilometer; de bevolkingsdichtheid was toen 524,3 inwoners per km².

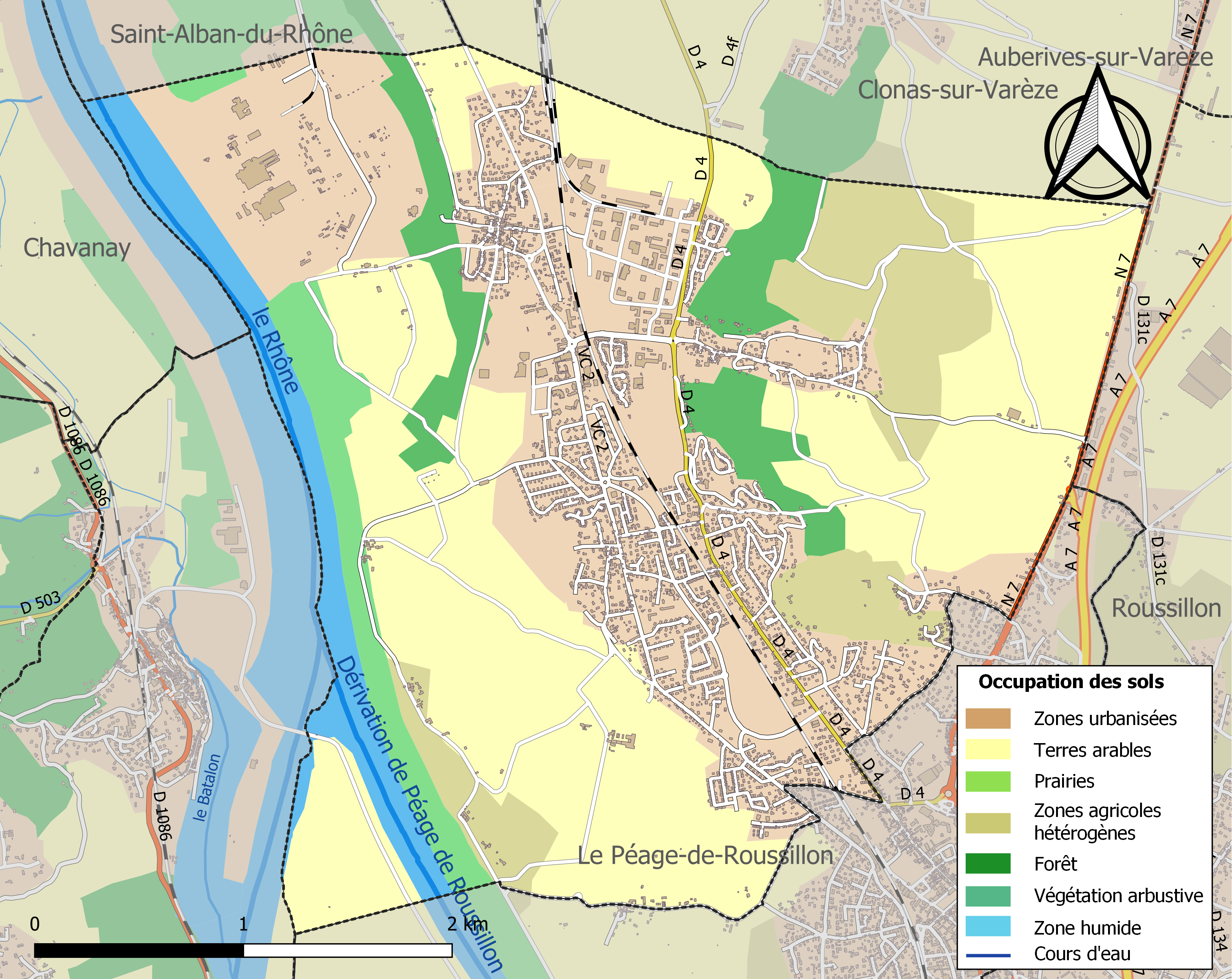
Kaart van de gemeente met de belangrijkste infrastructuur, bodemgebruik en omliggende gemeenten

## Demografie
Onderstaande figuur toont het verloop van het inwonertal (bron: INSEE-tellingen).